# Gerhard Thiele
Gerhard Paul Julius Thiele (Heidenheim an der Brenz, 2 september 1953) is een Duits voormalig ruimtevaarder. Thiele zijn eerste en enige ruimtevlucht was STS-99 met de spaceshuttle Endeavour en begon op 11 februari 2000. Deze missie vervoerde materiaal om te helpen met de Shuttle Radar Topography Mission.
Thiele werd in 1987 geselecteerd door ESA. In 2003/2004 trainde hij als backup van André Kuipers voor de missie Sojoez TMA-4. In 2005 ging hij als astronaut met pensioen. Sinds 2013 werkt hij als hoofd van het Human Spaceflight and Operations Strategic Planning and Outreach programma van de European Space Agency.